# Pousser pour passer

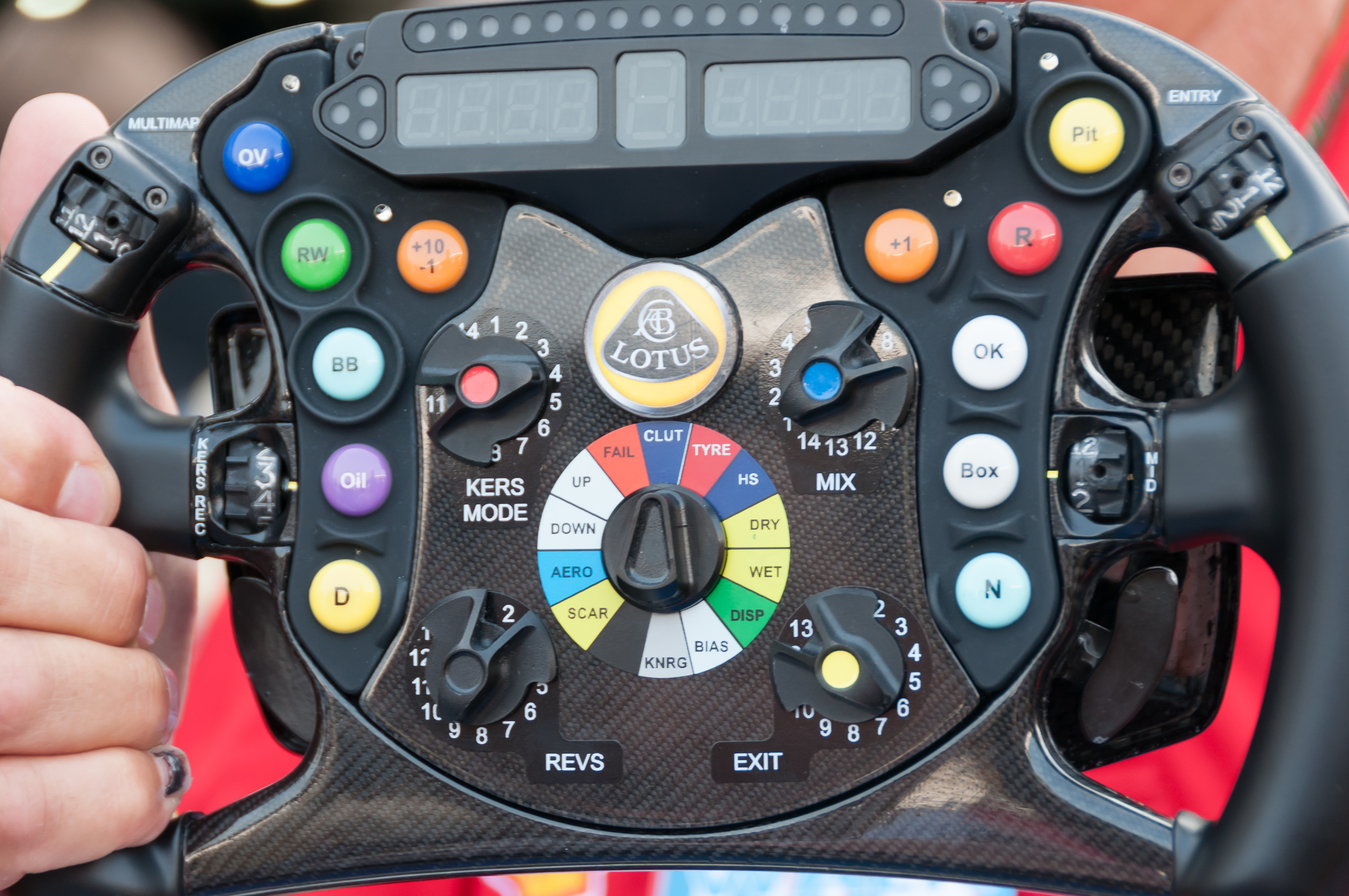
Bouton de dépassement (ici en haut à gauche, en bleu marqué avec les lettres « OV », pour « Overtake ») sur un volant de F1 Lotus de 2012.

Le push-to-pass est un dispositif permettant au pilote d'une voiture de course d'augmenter brièvement les performances du véhicule, généralement via un bouton sur le volant, de manière à faciliter le dépassement d'un concurrent.

## Utilisation
Plusieurs catégories de compétition ont autorisé l'utilisation par les voitures de systèmes de type push-to-pass, notamment les anciens championnats Champ Car et A1GP (qui appelle son système « PowerBoost »), l'Audi Sport TT Cup (depuis 2015), les championnats DTM (depuis 2019), Indy Lights (depuis 2015), IndyCar et le championnat d'Europe de Formule Régionale (depuis 2022), ces deux derniers désignant le système par l'appellation « push-to-pass ».
En Formule 1, ces dispositifs d'augmentation temporaire de puissance ont été dénommés « KERS » (pour Kinetic Energy Recovery System), autorisé à partir de 2009, et « ERS » (pour Energy Recovery System), en place depuis 2014. 
La simulation de tels systèmes est également utilisée dans des jeux vidéos de compétition automobile.

## Galerie

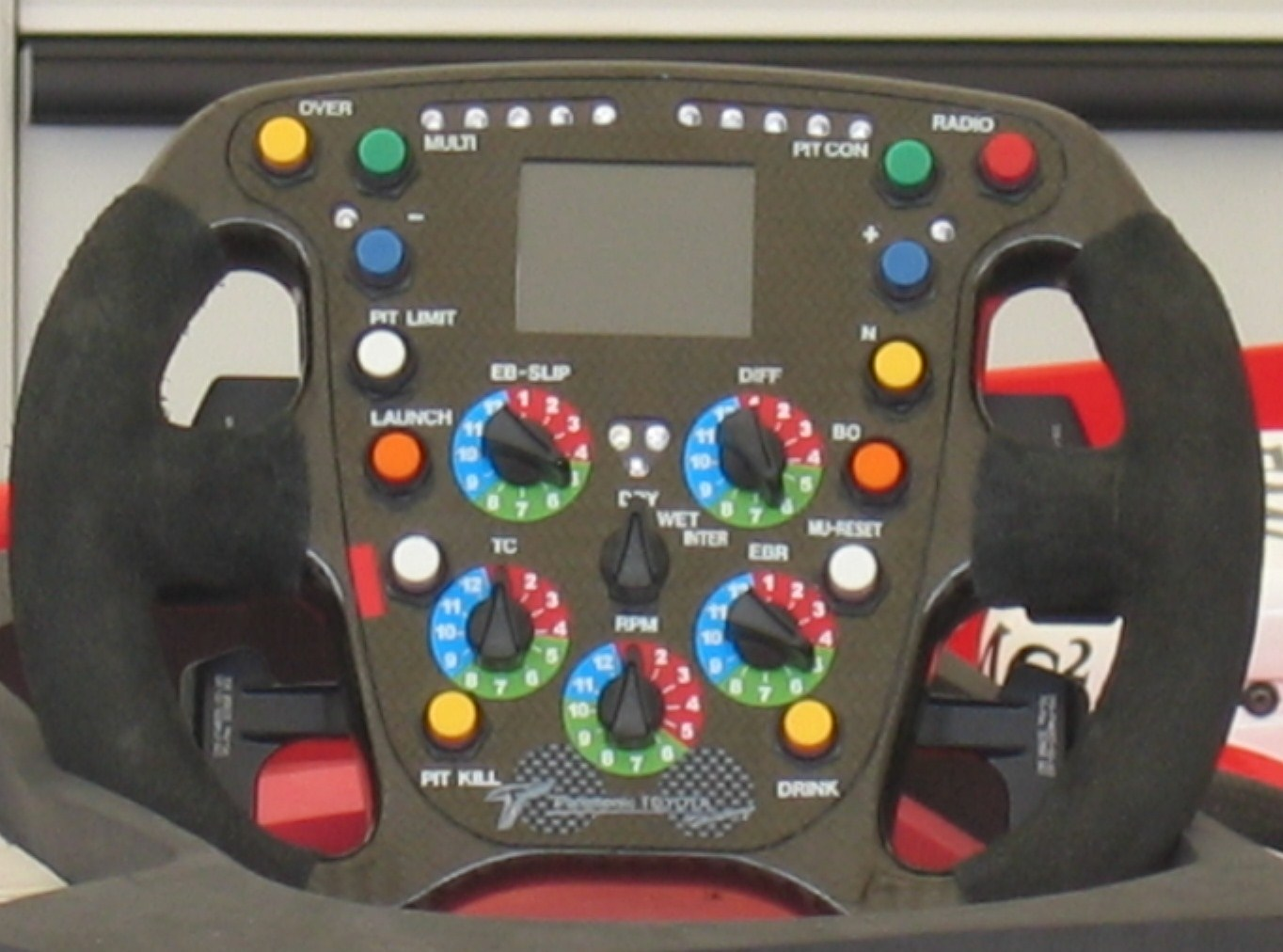
Bouton jaune marqué « over » en haut à gauche du volant d'une Toyota F1 de 2008.
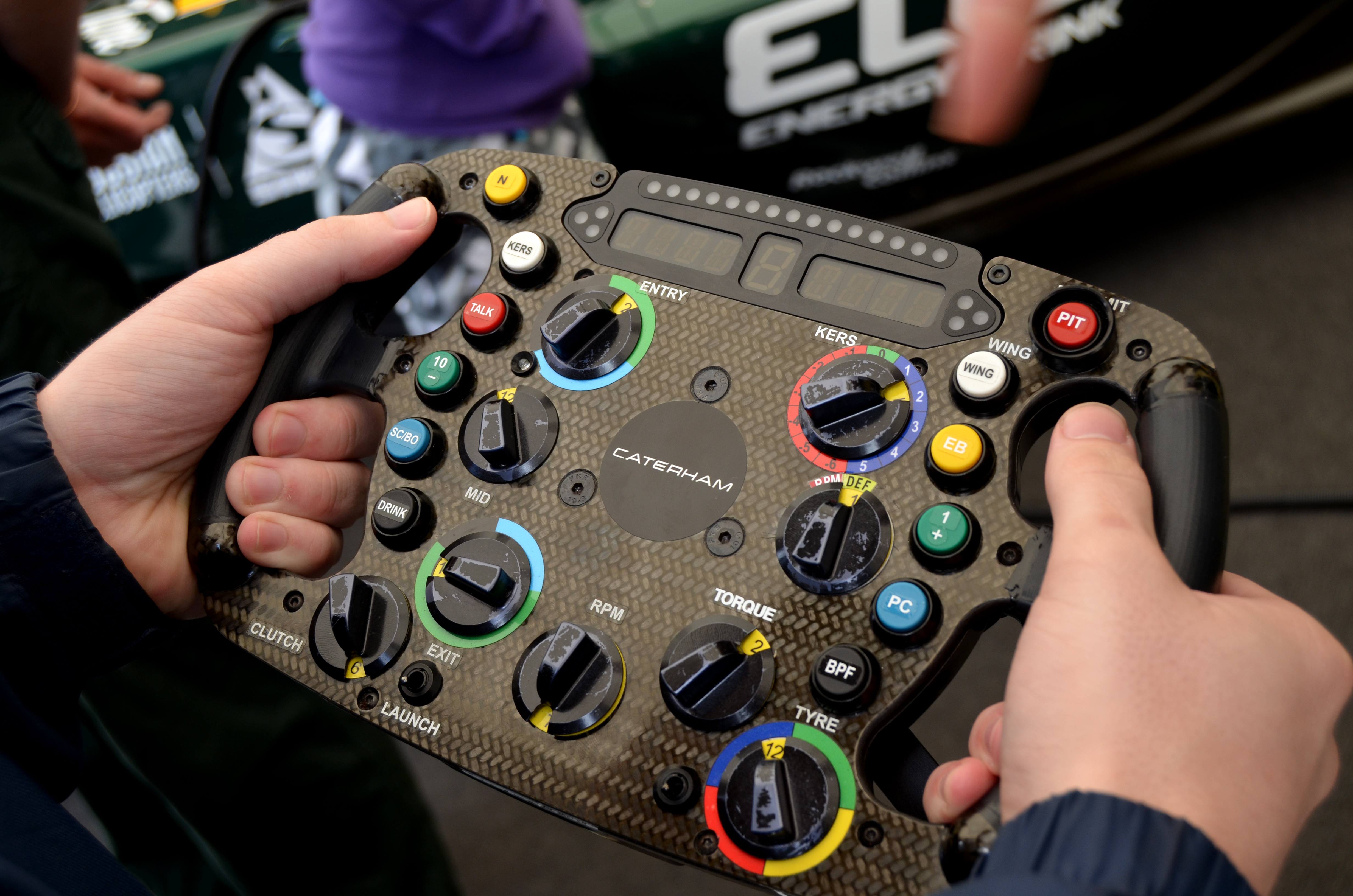
Bouton KERS blanc sur le côté gauche du volant d'une Caterham F1 de 2012.